# Alexander John Ellis
Alexander John Ellis (n. 14 de junio de 1814-f. 28 de octubre de 1890), nombrado miembro de la Royal Society en 1864, fue matemático, filólogo y pionero en fonética, influyendo además la musicología. Originalmente de apellido Sharpe, lo cambió por Ellis como condición para recibir apoyo financiero de un pariente por parte de su madre. Hoy se encuentra enterrado en el cementerio Kensal Green, Londres.
George Bernard Shaw reconoció que él había sido su fuente de inspiración para el carácter del Profesor Henry Higgins en Pigmalión, una obra de teatro luego adaptada a formato de musical con el título My Fair Lady (Mi bella dama) en 1964.
Ellis desarrolló dos alfabetos fonéticos: junto con Isaac Pitman, el alfabeto fonotípico inglés, el cual usaba gran cantidad de letras diferentes, y por otra parte el alfabeto paleotípico, en el que varias de las letras del anterior alfabeto fueron remplazadas por letras giradas (tales como ⟨ə⟩ y ⟨ɔ⟩), capitales pequeñas (por ej. ⟨ɪ⟩) y letras en cursiva. Dos de sus nuevas letras sobreviven hasta hoy: ⟨ʃ⟩ and ⟨ʒ⟩, las cuales pasaron al alfabeto rómico de Henry Sweet, y de ahí al alfabeto fonético internacional.